# Rafael Oviedo
Rafael Ángel Oviedo García (Heredia; 3 de mayo de 1947) es un exfutbolista costarricense que jugaba como delantero. Es el primer futbolista costarricense que jugó la Copa Libertadores de América.

## Selección nacional
Hizo su debut con Costa Rica en la victoria de 2-0 frente a El Salvador, siendo anotaciones de Roy Sáenz y José Manuel Rojas. Jugó los dos juegos en la fallida eliminatoria para la Copa Mundial de 1974 ante Honduras.

### Participaciones en clasificatorias
| Clasif.              | Sede   | Resultado | Part. | Goles |
| -------------------- | ------ | --------- | ----- | ----- |
| Clasif. Mundial 1974 | Varias | Eliminado | 2     | 0     |

## Clubes
| Club               | País       | Año       |
| ------------------ | ---------- | --------- |
| C.S. Herediano     | Costa Rica | 1962-1968 |
| Deportivo Galicia  | Venezuela  | 1968-1972 |
| C.S. Herediano     | Costa Rica | 1972-1973 |
| A.D. Ramonense     | Costa Rica | 1973-1974 |
| Deportivo Saprissa | Costa Rica | 1974-1975 |
| C.S. Herediano     | Costa Rica | 1975-1976 |

## Palmarés

### Títulos nacionales
| Título           | Equipo   | País       | Año  |
| ---------------- | -------- | ---------- | ---- |
| Primera División | Galicia  | Venezuela  | 1969 |
| Copa Venezuela   | Galicia  | Venezuela  | 1969 |
| Primera División | Galicia  | Venezuela  | 1970 |
| Primera División | Saprissa | Costa Rica | 1975 |

### Títulos internacionales
| Título             | Equipo  | País    | Año  |
| ------------------ | ------- | ------- | ---- |
| Copa Simón Bolívar | Galicia | Caracas | 1971 |